# Alexander Moissejewitsch Wolodin

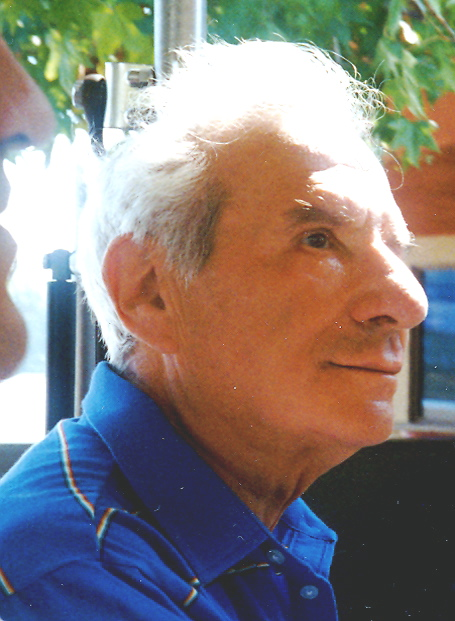
Alexander Moissejewitsch Wolodin, 1989

Alexander Moissejewitsch Wolodin  (russisch Александр Моисеевич Володин, wiss. Transliteration Aleksandr Moiseevič Volodin, eigentlicher Nachname Lifschitz, russisch Лифшиц; * 10. Februar 1919 in Minsk; † 17. Dezember 2001 in Sankt Petersburg) war ein russischer Schriftsteller, Dramatiker und Drehbuchautor.

## Leben
Bevor er seine schriftstellerische Karriere begann, war Wolodin Grundschullehrer. Nach dem Ende des Zweiten Weltkrieges besuchte er die Filmhochschule, schloss sie 1949 ab und wurde Dramaturg beim Leningrader Filmstudio.
Seine ersten Erzählungen von 1954 behandelten die Alltagssorgen der sowjetischen Bevölkerung.
Sein Schauspiel „Fabritschnaja dewotschka“ (Das Fabrikmädchen) von 1956 wurde heftigst diskutiert. In diesem Schauspiel nimmt ein junges Mädchen den Kampf gegen Routine und Engstirnigkeit auf.
Auch in anderen Stücken, wie zum Beispiel „Pjat wetscherow“ (Fünf Abende), das 1959 veröffentlicht wurde, versucht Wolodin authentisch und detailreich hinter den offenbar alltäglichen Handlungen und Charakteren einfacher sowjetischen Menschen ihre innere Größe, ihren sittlichen Ernst und ihre hohe Verantwortung gegenüber dem Leben sichtbar zu machen.
Er verfasste zahlreiche Drehbücher, führte aber nur bei einem einzigen Film (Proisschestwije, …, 1967) selbst Regie.

## Filmografie
- 1960 Die ältere Schwester (Starschaja sestra)
- 1962 Vergangenen Sommer (Proschlym letom)
- 1965 Tanja sucht Freunde (Swonjat, otkroitje dwer!)
- 1965 Abenteuer eines Zahnarztes (Pochoshdenija subnogo wratscha)
- 1967 Ein unbemerkt gebliebenes Ereignis (Proisschestwije, kotorogo nikto ne sametil)
- 1967 Der Faxenmacher (Fokusnik)
- 1975 Töchter und Mütter (Dotschki - materi)
- 1977 Porträt durch Regenschleier (Portret s doshdjom)
- 1977 Verwirrung der Gefühle (Smjatenije tschuwstw)
- 1979 Herbstglocken (Осенние колокола)
- 1979 Herbstmarathon (Osennij marafon)
- 1979 Fünf Abende (Pjat wetscherow)
- 1979 Trennt euch nicht von euren Lieben! (S ljubimymi ne rasstawajtes!)
- 1982 Dulcinea von Toboso (Dulsineja Tobosskaja)
- 1982 Die Bestimmung (Nasnatschenije)
- 1983 Der Gladiator (Sljosi kapali)
- 1989 Zwei Pfeile oder Der Steinzeitdetekiv (Dwe strely. Detektiv kamennogo weka)
- 1989 Cyrano von Bergerac (Cirano de Bersherak)
- 1990 Gedemütigt und beleidigt (Unishennyje i oskorbljonnyje)
- 1993 Nastja